# پوماجولونی
پوماجولونی (به اسپانیایی: Pumajolluni) یک کوه در پرو است که در Peru, Puno Region واقع شده‌است. پوماجولونی ۵٬۲۰۰ متر بالاتر از سطح دریا واقع شده‌است.